# Augsburger Märtyrersynode
Die sogenannte Augsburger Märtyrersynode war ein überregionales Treffen süddeutscher, schweizerischer und österreichischer Täuferführer, das vom 20. bis 24. August 1527 in Augsburg stattfand. Ziel dieser Zusammenkunft, die aus rund 60 Abgesandten verschiedener Täufergruppen bestand, war es, in den zentralen täuferischen Lehrauffassungen zwischen den pazifistischen Schweizer Täufern des Schleitheimer Bekenntnisses und den apokalyptisch-militanten süddeutschen Täufern um Hans Hut zu einer Übereinstimmung zu kommen und mindestens eine Konvergenzerklärung zu verabschieden. Konkrete Folge des Treffens war die Entsendung von Predigern und Sendboten in die jeweiligen Wirkungsgebiete. Die Bezeichnung Märtyrersynode rührt aus der Tatsache, dass viele der Teilnehmer der Zusammenkunft nur kurze Zeit später den Märtyrertod erlitten.

## Hintergrund
Die noch recht junge Täuferbewegung stand vor der schwierigen Aufgabe, ihren verschiedenen Gruppierungen ein einheitliches Fundament zu geben. Deshalb hatte bereits im Frühjahr 1527 unter der Leitung Michael Sattlers eine Täufersynode in Schleitheim stattgefunden, die im Verlauf der Zusammenkunft die sogenannten Schleitheimer Artikel verabschiedete. In diesem Bekenntnis wurden die Übernahme weltlicher Ämter, die Eidesleistung sowie der Wehrdienst grundsätzlich abgelehnt. Andere Gruppen des Täufertums, vor allem die Süddeutschen Täufer, vertraten die Anschauung, dass die Obrigkeit durch Römerbrief, Kapitel 13 legitimiert sei, von ihren Untertanen den Eid und den Waffendienst zu fordern. Wichtiger Tagesordnungspunkt der Märtyrersynode war es deshalb, in diesen Fragen eine Übereinkunft zwischen den Schweizer und Süddeutschen Täufern zu erzielen. Ebenfalls auf der Tagesordnung stand die täuferische Eschatologie.
Dass Augsburg als Ort der Täufersynode gewählt wurde, hing zum einen mit seiner zentralen Lage zusammen. Die Gebiete des jungen Täufertums beschränkten sich zu diesem Zeitpunkt auf Teile Süd- und Mitteldeutschlands, die Schweiz, das Elsass sowie auf Mähren und Tirol. Bedeutsam war sicherlich auch, dass es in Augsburg selbst eine zahlenmäßig starke Täufergemeinde gab, die sich 1527 noch relativ frei versammeln und aufgrund ihrer Größe für die rund 60 Teilnehmer einen geeigneten Versammlungsraum sowie Quartiere bieten konnte.

## Teilnehmer
Nicht alle Namen der Synodalen sind überliefert. Die folgenden 34 Teilnehmer sind jedoch bekannt und lassen sich verschiedenen Täufergruppen zuordnen.
Die größte Gruppe unter ihnen bildeten die Anhänger Hans Huts:
| - Eukarius Binder aus Coburg - Burkhard Braun aus Ofen - Leonhard Dorfbrunner aus Weißenburg - Hans Gulden aus Biberach - Sigmund Hofer - Hans Hut - Jakob Leitner aus Uttenreuth - Marx Meier aus Altenerlangen - Joachim Mertz aus Bamberg | - Hans Mittermaier aus Ingolstadt - Georg Nespitzer aus Passau - Leonhard Schiemer aus Judenburg - Hans Schlaffer - Leonhard Spörle aus Briderichingen - Ulrich Trechsel aus Franken - Thomas Waldhauser - Jakob Wiedemann aus Memmingen |

Die zweitgrößte Gruppe bildeten die Mitglieder der Augsburger Täufergemeinde:
| - Jakob Dachser - Matheis Finder - Gall Fischer - Laux Fischer - Konrad Huber | - Hans Kießling - Hans Leupold - Bartholomäus Nußfelder - Sigmund Salminger - Peter Scheppach |

Die Schweizer Täufer waren mit drei Abgesandten vertreten:
- Hans Beck aus Basel, Jakob Gross aus Waldshut und Gregor Maler aus Chur

Eine eigene Fraktion auf der Märtyrersynode bildeten:
- Hans Denck, Ludwig Hätzer und Jakob Kautz aus Worms

Treffpunkte der Augsburger Täufersynode waren das Haus des Webers Gall Fischer, das Haus des Nestlers Konrad Huber sowie das Haus des Metzgers Matheis Finder.

## Verhandlungen
Für die Augsburger Märtyrersynode existiert kein Verhandlungsprotokoll, auch kein schriftlich fixiertes Kommuniqué. Auf die Gegenstände ihrer Verhandlungen kann nur aufgrund von gerichtlichen Verhören geschlossen werden, denen viele Synodenteilnehmer später unterzogen wurden. Zwei der drei Zusammenkünfte standen unter der gemeinsamen Leitung von Hans Hut und Hans Denck.
Der Eid und das Tragen von Waffen – so die Protokolle dieser Verhöre – wurden zu Anfang der Synode behandelt. Hans Hut widersprach in diesem Zusammenhang den Schweizer Täufern und befürwortete sowohl die Eidesleistung als auch den Kriegsdienst. Auch die Forderung der Schweizer, eine einheitliche Kleiderordnung für die Täufer festzulegen, stieß auf den Widerstand Hans Huts. 
Mit großer Mehrheit verworfen wurde Hans Huts Prophetie, dass „dreieinhalb Jahre nach dem Bauernkrieg“, nämlich 1528, das Gericht Gottes kommen würde, „die Sünde gestraft und die Obrigkeit ausgerottet werden sollte“. Zwar stimmt man grundsätzlich mit ihm überein, dass die Wiederkunft Jesu Christi unmittelbar bevorstünde, lehnte aber eine Berechnung und Angabe des Zeitpunktes mit Hinweis auf die einschlägigen Bibelstellen ab. Nach langen Verhandlungen kam es zu einem Kompromiss in dieser Frage. Hut nahm zwar seine prophetischen Aussagen nicht zurück, versprach jedoch, „fürderhin sie nicht öffentlich zu lehren“, sondern sie nur noch denen mitzuteilen, die privat „dieses selbst herzlich begehrten“.

## Aussendung
Am Ende der Märtyrersynode stand die Übereinkunft, von Augsburg aus Missionare auszusenden, um in der Erwartung der nahen Wiederkunft Jesu „möglichst viele der Auserwählten“ zu sammeln. Die täuferischen Sendboten wurden einzeln und zu zweit in folgende genau umrissene Gebiete gesandt:
- Peter Scheppach und Ulrich Trechsel nach Worms
- Hans Denck und Hans Beck ins Basler Land und das Gebiet um Zürich
- Gregor Maler nach Vorarlberg
- Georg Nespitzer nach Mittelfranken
- Leonhard Spörler und Leonhard Schiemer nach Bayern
- Leonhard Dorfbrunner nach Linz
- Hans Mittermaier nach Österreich und
- Eukarius Binder und Joachim Mertz ins Salzburger Land

Diesem groß angelegten Missionsplan blieb jedoch der Erfolg versagt. Die meisten der ausgesandten Sendboten erlitten kurz nach dem Eintreffen in ihren zugewiesenen Wirkungsgebieten den Märtyrertod und machten damit die Augsburger Täuferzusammenkunft zur sogenannten Augsburger Märtyrersynode.

## Folgen
Die Augsburger Märtyrersynode stellt nach Hans Guderian „zugleich einen Höhepunkt und einen Wendepunkt dar in der Entwicklung des frühen Täufertums. Denn hier waren zum letzten Mal Täuferführer so unterschiedlicher Prägung in so großer Zahl zusammen. Nach Augsburg führte der Weg der täuferischen Gemeinden in Verfolgung und Martyrium, in Rückzug und Absonderung von der Welt.“